# Leptophatnus citriconiger
Leptophatnus citriconiger är en stekelart som beskrevs av Heinrich 1967. Leptophatnus citriconiger ingår i släktet Leptophatnus och familjen brokparasitsteklar. Inga underarter finns listade i Catalogue of Life.